# Южный (Всеволожск)
Ю́жный — микрорайон города Всеволожска Ленинградской области России. Находится в его южной части, соответствуя названию.

## География
Высота центра микрорайона — 24 м.
Находится в занятой торфяными залежами низине, южнее Румболовско-Кяселевской и западнее Колтушской островных холмисто-камовых возвышенностей, сложенных песками, валунными супесями и суглинками.
Болото, которое располагалось в низине ранее (сейчас это водоносные слои под микрорайоном), является истоком реки Зиньковка (в XIX веке называлась ручей Смольно́й), притока Лубьи.

## Географическое положение
Микрорайон расположен в южной части бывших Кальтинских торфоразработок, которые располагались между Колтушским шоссе (автодорога 41К-078) и Ковалёвским лесопарком, будучи ограниченными с севера проспектом Тургенева, а с юга — возвышенностью у деревни Орово.
В северной части сейчас расположена коммунально-складская зона Всеволожска.
| Ближайшие микрорайоны        | Ближайшие микрорайоны             | Ближайшие микрорайоны           |
| ---------------------------- | --------------------------------- | ------------------------------- |
| Северо-запад: Красная Поляна | Север: Коммунально-складская зона | Северо-восток: Мельничный Ручей |
| Запад:                       |                                   | Восток: Подгорное               |
| Юго-запад:                   | Юг:                               | Юго-восток:                     |

## История
Ещё в начале XX века на месте будущего микрорайона находилось болото.
С 1940 по 1960 год на нём велись торфоразработки резным, машинно-формочным и фрезерным способом. Центральный въезд на них находился немного южнее современной улицы Аэропортовской. С 1940 года разработки велись Всеволожским Райтопом, называемым также по месту работ «Кальтинским торфопредприятием». В 1944 году он был реорганизован в торфопредприятие «Всеволожское». Особое значение «Кальтинское торфопредприятие» имело в годы войны — оно поставляло топливо для блокадного Ленинграда.
После прекращения в 1960 году добычи торфа брошенные торфяные карьеры быстро превратились в стихийную рекреационную зону Всеволожска. Представляющие собой километровые, заросшие кустарником, вытянутые с севера на юг валы отмытого от гумуса торфа, чередующиеся с идущими параллельно им заболоченными канавами с водой, стали излюбленным местом грибников, рыбаков и охотников. В карьерах гнездились утки, водилась щука, а у истока Зиньковки — вьюны.
В середине 1970-х годов, в ходе мелиорационных работ по освоению Нечерноземья, почти все торфяные карьеры были осушены, но никакого сельскохозяйственного применения полученным полям не нашлось, что привело к ежегодным торфяным пожарам.
В 1995 году финская компания «NCC Puolimatka» ввела в эксплуатацию на южной окраине города Всеволожска жилой комплекс из 32 домов площадью 130 000 м² для военнослужащих, выводимых из бывшей ГДР. Этот жилой комплекс получил наименование «Южный» микрорайон. Строительство осуществлялось на деньги правительства ФРГ, с привлечением генерального подрядчика из Финляндии и субподрядчика из Эстонии.
В 2000-х годах начался период активного строительства. По состоянию на 2015 год в микрорайоне проживало уже более 10 000 человек. Согласно оценке районной администрации 2022 года в микрорайоне «проживают почти 30 тысяч человек».

## Инфраструктура
В настоящее время жилищное строительство все активнее смещается в Ленинградскую область. Если несколько лет назад велось строительство одного или нескольких жилых домов рядом с существующей инфраструктурой, а иногда и в отрыве от неё, то в последние годы во Всеволожске строятся целые жилые районы, в которых есть всё необходимое для полноценного комфортного проживания. В проектах новых жилых районов уже заложены такие социальные объекты как детские сады, школы, поликлиники, многофункциональные центры. В новых микрорайонах предусматривается озеленение, устройство детских и спортивных площадок. Комплексная застройка способствует и развитию бизнеса. С появлением новых жилых массивов появляются новые торговые комплексы, спортивные комплексы, новые маршруты общественного транспорта. Все это создается для того, чтобы жители несмотря на удаленность от мегаполиса не чувствовали себя оторванными от цивилизации и могли удовлетворить свои потребности не покидая район. 
Примером комплексного подхода к освоению территорий может служить микрорайон «Южный» в городе Всеволожске, который хоть и привязан к существующему населённому пункту, обладает полностью самостоятельной инфраструктурой.

### Жилые комплексы
«Династия», «Дом в соснах», «Зелёный город», «Лучший выбор», «Олимп», «Полар-Южный», «Радужный», «Этала», «Южная долина», «Южная заря», «Южная поляна», «Южный».
Разрешение на строительство новостроек в микрорайоне «Южный» получила московская ГК «А101». Госстройнадзор выдал разрешения на строительство первых двух домов в жилом комплексе «А101 Всеволожск».

### Социальная инфраструктура
КДЦ «Южный», магазины, две средних школы — № 6 и «Всеволожский центр образования», детская школа искусств, четыре детских сада, городской суд, пожарная часть, поликлиника, почтовое отделение, отделение Сбербанка.
Молодёжный центр «Альфа», молодёжно-подростковый клуб «Южный парк».

### Музеи
- Национальный автомобильный музей[17]
- Музей «Всеволожск в годы блокады»[18]
- Музей «Битва за Ленинград» им. З. Г. Колобанова[19]
- Музей пластической древесины[9]
- Всеволожский школьный музей «Коготок»[20]

## Транспорт
Корреспонденции пассажиров из микрорайона «Южный» до железнодорожной платформы Всеволожская, протяжённостью 3 км, реализует социальный и коммерческий автобусный маршрут № 4.
В 2024 году микрорайон «Южный» планировалось связать с Санкт-Петербургом продолжением Ириновского проспекта.
В 2025 году, согласно решению администрации Всеволожского муниципального района, в микрорайон «Южный» планируется построить новый съезд с Кольцевой автомобильной дороги вокруг Санкт-Петербурга. 
Кроме того, специалистами Петербургского государственного университета путей сообщения, разрабатывается проект строительства из Санкт-Петербурга в микрорайон «Южный» линии магнитолевитационного транспорта.

## СМИ
- Газета «Южный Луч»[25]

## Фото
- Новостройки микрорайона «Южный»
- Исток реки Зиньковка
- ЖК «Лучший выбор»
- Улица Московская
- Вид на микрорайон с Колтушского шоссе

## Улицы
Аэропортовская, Джанкойская, проспект Добровольского, Доктора Сотникова, Знаменская, Крымская, Малиновского, Московская, Народная, Невская, Севастопольская, Центральная